# 823 Sisigambis
823 Sisigambis elle A916 GK är en asteroid i huvudbältet, som upptäcktes den 31 mars 1916 av den tyske astronomen Max Wolf. Asteroiden namngavs efter Sisigambis, modern till den persiske storkonungen  Dareios III Kodomannos.
Den tillhör asteroidgruppen Flora.
Sisigambis senaste periheliepassage skedde den 1 augusti 2021.[Uppdatering behövs] Dess rotationstid har beräknats till 146 timmar